# Alois Knabl
Alois (Luis) Knabl (* 16. Mai 1992 in Innsbruck) ist ein österreichischer Triathlet. Er ist Junioren-Europameister Wintertriathlon (2008), Triathlon-Staatsmeister über die olympische Distanz (2015), Staatsmeister auf der Triathlon-Sprintdistanz (2020) und zweifacher Olympiateilnehmer (2021, 2024).

## Werdegang
1998 startete der Tiroler Luis Knabl in Telfs bei seinem ersten Triathlon-Bewerb. Knabl ist aktiver Sportler des Heeressportzentrums des Österreichischen Bundesheers.

### Junioren-Europameister Wintertriathlon 2009
Im Wintertriathlon wurde er 2008 Europameister bei den Junioren und 2009 Österreichischer Duathlon-Meister.
2010 wurde er in Singapur Dritter bei den Olympischen Jugend-Sommerspielen sowie im „Team Europe“ gemeinsam mit der Ungarin Eszter Dudás, dem Portugiesen Miguel Valente Fernandes und Fanny Beisaron aus Israel Olympiasieger.
2011 wurde er Siebter bei der Triathlon-Weltmeisterschaft der Junioren in Peking. Die Weltcup-Saison 2012 beendete Knabl auf dem 168. Rang und im Mai 2013 konnte er in Mexiko mit dem 18. Rang weitere Weltcup-Punkte für die neue Saison sammeln.

### Staatsmeister Triathlon Kurzdistanz 2015
Im Juni 2015 wurde Luis Knabl beim Kitzbühel-Triathlon Staatsmeister über die olympische Distanz. Die Weltmeisterschafts-Rennserie 2015 schloss er als bester Österreicher auf dem 61. Rang in der ITU-Points-List ab.
Er startet für das ÖTRV-Nationalteam und in der WM-Rennserie 2016 belegte er als zweitbester Österreicher den 87. Rang und 2017 verbesserte er sich auf den 35. Rang. 2018 belegte er als bester Österreicher den 18. Rang und 2019 beendete er die Saison mit dem 22. Rang.

### Staatsmeister Triathlon Sprintdistanz 2020
Im Juli 2020 wurde er Staatsmeister über die Triathlon-Sprintdistanz. Alois Knabl wurde vom österreichischen Triathlonverband (ÖTRV) zusammen mit Lisa Perterer für einen Startplatz bei den im Rahmen der Ausbreitung der Coronavirus-Pandemie verschobenen Olympischen Sommerspiele 2021 nominiert. Mit dem österreichischen Team (Therese Feuersinger, Julia Hauser und Lukas Hollaus) belegte Luis Knabl bei der WM im Teamsprint in Hamburg am 6. September 2020 den neunten Rang. Bei der ETU-Europameisterschaft auf der Triathlon-Sprintdistanz belegte er im Juni 2021 in Kitzbühel den zwölften Rang.
Im Juli 2021 wurde der 29-Jährige nominiert für einen Startplatz bei den Olympischen Sommerspielen in Tokio – zusammen mit Lisa Perterer, Julia Hauser und Lukas Hollaus. Er konnte das Rennen nicht beenden.
Im August 2022 belegte Knabl als bester Österreicher in München den elften Rang bei der Europameisterschaft auf der olympischen Distanz.
2024 qualifizierte sich Knabl zum zweiten Mal für einen Startplatz bei den Olympischen Sommerspielen. Dort belegte er den 23. Platz.
Alois Knabl lebt in Pfaffenhofen. Er wird trainiert von Peter Kriegelsteiner.

## Auszeichnungen
- Österreichs Triathlet des Jahres 2019[9]

## Sportliche Erfolge
| Datum/Jahr    | Rang | Wettbewerb                                              | Austragungsort       | Zeit        | Bemerkung |
| ------------- | ---- | ------------------------------------------------------- | -------------------- | ----------- | --- |
| 5. Aug. 2024  | LAP  | Olympische Sommerspiele 2024, Mixed Relay               | Paris                | –           | in der gemischten Staffel mit Julia Hauser, Tjebbe Kaindl und Lisa Perterer; überrundet                                  |
| 14. Juli 2024 | DNF  | ITU World Championship Series 2024                      | Hamburg              | –           | |
| 11. Mai 2024  | 31   | ITU World Championship Series 2024                      | Yokohama             | 01:44:38    | als bester Österreicher                                                                                                  |
| 3. März 2023  | 42   | ITU World Championship Series 2023                      | Abu Dhabi            | 00:54:57    | |
| 13. Nov. 2022 | 7    | ITU World Triathlon Cup                                 | Viña del Mar         | 00:51:22    | |
| 14. Aug. 2022 | 6    | ETU Triathlon European Championship Mixed Relay         | München              | 01:27:25    | Europameisterschaft; gemischte Staffel; mit Leon Pauger, Therese Feuersinger und Julia Hauser                            |
| 13. Aug. 2022 | 11   | ETU Triathlon European Championship                     | München              | 01:42:50    | als bester Österreicher; Europameisterschaft auf der olympischen Distanz                                                 |
| 17. Apr. 2022 | 11   | ETU Europe Triathlon Cup                                | Yenişehir            | 00:51:47    | |
| 26. März 2022 | 23   | ETU Europe Triathlon Cup                                | Quarteira            | 01:49:08    | |
| 26. Juli 2021 | DNF  | Olympische Sommerspiele 2020                            | Tokio                | –           | |
| 19. Juni 2021 | 13   | ETU Sprint Triathlon European Championships             | Kitzbühel            | 00:32:45    | ETU-Europameisterschaft Triathlon Sprintdistanz                                                                          |
| 13. Sep. 2020 | 12   | ITU Triathlon World Cup                                 | Karlsbad             | 01:54:26    | |
| 25. Juli 2020 | 1    | ÖTRV Staatsmeisterschaft Triathlon Sprintdistanz        | Wallsee              | 00:54:48    | Staatsmeister über die Sprintdistanz                                                                                     |
| 31. Aug. 2019 | 10   | ITU World Championship Series 2019                      | Lausanne             | 01:52:53    | Grand Final |
| 16. Aug. 2019 | 12   | ITU World Triathlon Olympic Qualification Event         | Tokyo                | 01:51:23    | als schnellster Österreicher                                                                                             |
| 27. Juli 2018 | 12   | ITU World Championship Series 2018                      | Edmonton             | 00:52:18    | |
| 10. Juni 2018 | 24   | ITU World Championship Series 2018                      | Hamburg              | 00:54:27    | |
| 10. Juni 2018 | 11   | ITU World Championship Series 2018                      | Leeds                | 01:47:32    | |
| 6. Mai 2018   | 13   | ITU Triathlon World Cup                                 | Chengdu              | 00:28:42    | |
| 26. Aug. 2017 | 19   | ITU World Championship Series 2017                      | Stockholm            | 01:51:58    | |
| 18. Juni 2017 | 4    | ETU Triathlon European Championship Mixed Relay         | Kitzbühel            |             | im Mixed-Team, mit Sara Vilic, Lisa Perterer und Lukas Hollaus (200 m Schwimmen, 5 km Radfahren und 1,8 km Laufen)       |
| 16. Juni 2017 | 16   | ETU Triathlon European Championships                    | Kitzbühel            | 01:46:52    | Europameisterschaft auf der olympischen Kurzdistanz                                                                      |
| 6. Mai 2017   | 12   | ITU Triathlon World Cup                                 | Chengdu              | 00:27:04    | Final Elite Men Super-Sprintdistanz (400 m Schwimmen, 10,2 km Radfahren und 2,5 km Laufen)                               |
| 5. Mai 2017   | 8    | ITU Triathlon World Cup                                 | Chengdu              | 00:53:26    | Semifinal 1, Elite Men                                                                                                   |
| 11. Feb. 2017 | 21   | ITU Triathlon World Cup                                 | Kapstadt             | 00:52:59    | |
| 2. Okt. 2016  | 3    | Ironman 70.3 Cozumel                                    | Cozumel              | 03:50:35    | |
| 8. Mai 2016   | 13   | ITU Triathlon World Cup                                 | Santa María Huatulco | 01:59:52    | |
| 12. März 2016 | 27   | ITU Triathlon World Cup                                 | Mooloolaba           | 00:54:11    | |
| 17. Okt. 2015 | 20   | ITU Triathlon World Cup                                 | Alanya               | 01:46:52    | |
| 22. Aug. 2015 | 20   | ITU World Championship Series 2015                      | Stockholm            | 01:51:56    | |
| 28. Juni 2015 | 1    | ÖTRV Staatsmeisterschaft Triathlon Kurzdistanz          | Kitzbühel            | 01:49:22    | Knabl wird beim Kitzbühel-Triathlon Staatsmeister über die olympische Distanz.                                           |
| 29. März 2015 | 22   | ITU World Championship Series 2015                      | Auckland             | 01:59:29    | im zweiten Rennen der Saison                                                                                             |
| 7. März 2015  | 38   | ITU World Championship Series 2015                      | Abu Dhabi            | 00:54:35    | im ersten Rennen der Saison auf der Sprintdistanz                                                                        |
| 28. Juni 2014 | 15   | ITU World Championship Series 2014                      | Chicago              | 01:49:21    | |
| 20. Juni 2014 | 21   | ETU Triathlon European Championships                    | Kitzbühel            | 01:56:46    | |
| 31. Mai 2014  | 41   | ITU World Championship Series 2014                      | London               | 00:51:26    | auf der Sprintdistanz |
| 10. Mai 2014  | 18   | ITU Triathlon World Cup                                 | Chengdu              | 01:50:09    | |
| 27. Apr. 2014 | 29   | ITU World Championship Series 2014                      | Kapstadt             | 01:48:04    | |
| 19. Mai 2013  | 19   | ITU Triathlon World Cup                                 | Huatulco             | 02:09:05    | |
| 11. Sep. 2011 | 7    | ITU World Championship Junior Men                       | Peking               |             | Junioren-Weltmeisterschaft                                                                                               |
| 19. Aug. 2010 | 1    | Olympische Jugend-Sommerspiele                          | Singapur             | 01:19:51,42 | im Mixed Team „Europa 1“ – zusammen mit Miguel Fernandes Valente, Fanny Beisaron und der Ungarin Eszter Dudás            |
| 14. Aug. 2010 | 3    | Olympische Jugend-Sommerspiele                          | Singapur             | 00:55:04,72 | |
| 3. Juli 2010  | 9    | ETU Triathlon European Championship Junior Men          | Athlone              | 00:56:21    | Triathlon-Europameisterschaft Junioren                                                                                   |
| 2. Juli 2009  | 3    | ETU Triathlon European Championship Juniors Mixed Relay | Rijssen-Holten       |             | im Mixed-Team Junioren bei der Triathlon-Europameisterschaft mit Tanja Stroschneider, Lisa Perterer und Andreas Kopeinig |

| Datum/Jahr | Rang | Wettbewerb                                 | Austragungsort | Zeit | Bemerkung                                  |
| ---------- | ---- | ------------------------------------------ | -------------- | ---- | ------------------------------------------ |
| 2009       | 1    | ÖTRV Staatsmeisterschaft Duathlon Junioren | Moosburg       |      | Österreichischer Duathlon-Meister Junioren |

| Datum/Jahr   | Rang | Wettbewerb                                            | Austragungsort  | Zeit     | Bemerkung                              |
| ------------ | ---- | ----------------------------------------------------- | --------------- | -------- | -------------------------------------- |
| 1. Feb. 2008 | 1    | ETU Winter Triathlon European Championship Junior Men | Gaishorn am See | 00:54:29 | Junioren-Europameister Wintertriathlon |

| Datum/Jahr    | Rang | Wettbewerb              | Austragungsort | Zeit | Bemerkung |
| ------------- | ---- | ----------------------- | -------------- | ---- | --------- |
| 28. Dez. 2019 | 1    | Vorsilvesterlauf Aschau | Aschau         |      | 5 km      |

(DNF – Did Not Finish; LAP – überrundet)